# Comuna Holovîn, Kostopil
Holovîn (în ucraineană Головин) este o comună în raionul Kostopil, regiunea Rivne, Ucraina, formată din satele Bazaltove, Berestoveț, Holovîn (reședința), Ivanîci și Sadkî.

## Demografie
Componența lingvistică a comunei Holovîn
     Ucraineană (98,91%)
     Alte limbi (0,61%)
Conform recensământului din 2001, majoritatea populației comunei Holovîn era vorbitoare de ucraineană (98,91%), existând în minoritate și vorbitori de alte limbi.